# 詹姆斯·赫伯特
詹姆斯·约翰·赫伯特，OBE（英語：James John Herbert，1943年4月8日—2013年3月20日），英国畅销恐怖小说、惊悚小说作家，作品在全世界广泛知名，共有34种语言版本，售出5400多万册。

## 生平
1943年4月8日，赫伯特生于英国伦敦。
1971年赫伯特完成他的第一部小说《老鼠》，讲述了一个食人鼠泛滥的伦敦，1974年该书初版发行，两周内售出10万册。。1982年，该小说被加拿大导演Robert Clouse改编为电影《死亡之眼》。
2010年，获得大英帝国勋章官佐勋章。
2013年3月20日于西萨塞克斯郡家中逝世。